# Strudel
Strudel er en type wienerbrød med fyld, der normalt er sødt. Strudel blev populært i 1700-tallet under det habsburgske monarki og i det østeuropæiske køkken.
De ældste opskrifter (en millirahmstrudel og en majroestrudel) stammer fra 1696 i den håndskrevne kogebog på Wienbibliothek im Rathaus (tidligere Wiener Stadtbibliothek). Wienerbrødet stammer fra mellemøstlige kage (se bl.a. baklava og det tyrkiske køkken).
Blandt de mere berømte udgaver af strudel findes apfelstrudel, som er en sød ret.